# Африканска лопатарка
Африканска лопатарка (Platalea alba) е вид птица от семейство Ибисови (Threskiornithidae).

## Разпространение и местообитание
Разпространен е в Ангола, Ботсвана, Буркина Фасо, Бурунди, Габон, Гамбия, Гвинея, Гвинея-Бисау, Джибути, Еритрея, Етиопия, Замбия, Зимбабве, Йемен, Камерун, Кения, Република Конго, Демократична република Конго, Кот д'Ивоар, Лесото, Либерия, Мавритания, Мадагаскар, Малави, Мали, Мозамбик, Намибия, Нигер, Нигерия, Руанда, Свазиленд, Сенегал, Сиера Леоне, Сомалия, Судан, Танзания, Уганда, Централноафриканската република, Чад, Южен Судан и Южна Африка.